# Splash Damage
Splash Damage is een ontwikkelaar van computerspellen te Londen, Engeland. Het werd in juni 2001 opgericht door de makers van gratis mods zoals Quake 3 Fortress.

## Geschiedenis
Het bedrijf heeft eerst samengewerkt met verscheidene bedrijven voor het ontwikkelen van content. Later besloten Splash Damage, id Software en Activision samen te werken wat resulteerde in Wolfenstein: Enemy Territory. Dit spel heeft vele prijzen gewonnen en het is nog steeds een vrije populaire online first-person shooter.
Het bedrijf heeft ook content ontwikkeld voor de multiplayer spelmodus van Doom 3. Het meest recente spel dat Splash Damage heeft ontwikkeld is Brink.
Op 22 mei 2008 werd bekend dat het bedrijf ging samenwerken met Bethesda Softworks.

## Spellen
- Return to Castle Wolfenstein (multiplayer content) (2001)
- Wolfenstein: Enemy Territory (2003)
- Doom 3 (multiplayer content) (2004)
- Enemy Territory: Quake Wars (2007)
- Brink (2011)
- RAD Soldiers (2012)
- Batman: Arkham Origins (multiplayermodus) (2013)
- Dirty Bomb (2015)